# Rajd Francji 1998
Rezultaty Rajdu Francji (42ème V-Rally Tour de Corse – Rallye de France), eliminacji Rajdowych Mistrzostw Świata w 1998 roku, który odbył się w dniach 4 maja – 6 maja. Była to szósta runda czempionatu w tamtym roku i trzecia na asfalcie, a także szósta w Production World Rally Championship i trzecia w mistrzostwach Francji. Bazą rajdu było miasto Ajaccio. Zwycięzcami rajdu została brytyjska załoga Colin McRae i Nicky Grist w Subaru Imprezie WRC. Wyprzedzili oni Francuzów François Delecoura i Daniela Grataloupa w Peugeocie 306 Maxi i Włochów Piera Liattiego i Fabrizię Pons w Subaru Imprezie WRC. Z kolei w Production WRC zwyciężyła austriacka załoga Manfred Stohl i Peter Müller w Mitsubishi Lancerze Evo V.
Rajdu nie ukończyły dwie załogi fabryczne. Fin Tommi Mäkinen w Mitsubishi Lancerze Evo V miał awarię układu elektrycznego na 5. odcinku specjalnym. Z kolei Brytyjczyk Richard Burns w Mitsubishi Carismie GT Evo V uszkodził zawieszenie na 12. odcinku specjalnym.

## Klasyfikacja ostateczna
| Miejsce                               | Zawodnik               | Pilot                  | Samochód                     | Czas                   | Strata                 | Grupa                  | Punkty                 |                        |
| Klasyfikacja generalna                | Klasyfikacja generalna | Klasyfikacja generalna | Klasyfikacja generalna       | Klasyfikacja generalna | Klasyfikacja generalna | Klasyfikacja generalna | Klasyfikacja generalna | Klasyfikacja generalna |
| ------------------------------------- | ---------------------- | ---------------------- | ---------------------------- | ---------------------- | ---------------------- | ---------------------- | ---------------------- | ---------------------- |
| 1.                                    | Colin McRae            | Nicky Grist            | Subaru Impreza WRC           | 4:02:46.9              |                        | A8 M                   | 10                     |                        |
| 2.                                    | François Delecour      | Daniel Grataloup       | Peugeot 306 Maxi             | 4:03:14.1              | +27.2                  | A7 2L                  | 6                      |                        |
| 3.                                    | Piero Liatti           | Fabrizia Pons          | Subaru Impreza WRC           | 4:03:16.9              | +30.0                  | A8 M                   | 4                      |                        |
| 4.                                    | Gilles Panizzi         | Hervé Panizzi          | Peugeot 306 Maxi             | 4:03:23.0              | +36.1                  | A7 2L                  | 3                      |                        |
| 5.                                    | Bruno Thiry            | Stéphane Prévot        | Ford Escort WRC              | 4:03:32.7              | +45.8                  | A8 M                   | 2                      |                        |
| 6.                                    | Didier Auriol          | Denis Giraudet         | Toyota Corolla WRC           | 4:05:26.2              | +2:39.3                | A8 M                   | 1                      |                        |
| 7.                                    | Fabien Doenlen         | Jean-Marc Andrié       | Citroën Xsara Kit Car        | 4:06:48.0              | +4:01.1                | A7                     |                        |                        |
| 8.                                    | Carlos Sainz           | Luis Moya              | Toyota Corolla WRC           | 4:06:50.4              | +4:03.5                | A8 M                   |                        |                        |
| 9.                                    | Juha Kankkunen         | Juha Repo              | Ford Escort WRC              | 4:07:34.5              | +4:47.6                | A8 M                   |                        |                        |
| 10.                                   | Patrick Magaud         | Michel Perin           | Citroën Xsara Kit Car        | 4:10:59.1              | +8:12.2                | A7                     |                        |                        |
| PWRC                                  |                        |                        |                              |                        |                        |                        |                        |                        |
| 1. (20.)                              | Manfred Stohl          | Peter Müller           | Mitsubishi Lancer Evo V      | 4:23:58.4              |                        | N4                     | 10                     |                        |
| 2. (21.)                              | Gustavo Trelles        | Martin Christie        | Mitsubishi Lancer Evo V      | 4:25:23.0              | +1:24.6                | N4                     | 6                      |                        |
| 3. (22.)                              | Jean-Marie Santoni     | Jean-Marc Casamatta    | Mitsubishi Lancer Evo V      | 4:25:42.3              | +1:43.9                | N4                     | 4                      |                        |
| 4. (23.)                              | Laurent Albertini      | Francis Olari          | Mitsubishi Lancer Evo IV     | 4:29:36.6              | +5:38.2                | N4                     | 3                      |                        |
| 5. (24.)                              | Fabien Vericel         | Vincent Ducher         | Mitsubishi Carisma GT Evo IV | 4:32:11.9              | +8:13.5                | N4                     | 2                      |                        |
| 6. (25.)                              | Jacques Andreani       | Christophe Gilot       | Mitsubishi Carisma GT Evo IV | 4:32:21.3              | +8:22.9                | N4                     | 1                      |                        |
| 2L WRC                                |                        |                        |                              |                        |                        |                        |                        |                        |
| 1 (2.)                                | François Delecour      | Daniel Grataloup       | Peugeot 306 Maxi             | 4:03:14.1              | -                      | A7 2L                  |                        |                        |
| 2 (4.)                                | Gilles Panizzi         | Hervé Panizzi          | Peugeot 306 Maxi             | 4:03:23.0              | +8.9                   | A7 2L                  |                        |                        |
| 3 (11.)                               | Jean-Pierre Manzagol   | Dominique Savignoni    | Peugeot 306 Maxi             | 4:15:31.3              | +12:17.2               | A7 2L                  |                        |                        |
| Mistrzostwa Francji (pierwsza trójka) |                        |                        |                              |                        |                        |                        |                        |                        |
| 1. (2.)                               | François Delecour      | Daniel Grataloup       | Peugeot 306 Maxi             | 4:03:14.1              |                        | A7 2L                  | 40                     |                        |
| 2. (4.)                               | Gilles Panizzi         | Hervé Panizzi          | Peugeot 306 Maxi             | 4:03:23.0              | +8.9                   | A7 2L                  | 31                     |                        |
| 3. (7.)                               | Fabien Doenlen         | Jean-Marc Andrié       | Citroën Xsara Kit Car        | 4:06:48.0              | +3:33.9                | A7                     | 20                     |                        |

1. ↑  Litera M przy oznaczeniu grupy do której należy samochód oznacza, iż tylko ci kierowcy zdobywali punkty dla swoich zespołów liczonych w klasyfikacji producentów na koniec sezonu.

## Zwycięzcy odcinków specjalnych
| Dzień     | Odcinek | G. rozp. | Nazwa                              | Długość  | Zwycięzca                     | Czas    | Lider rajdu   |
| --------- | ------- | -------- | ---------------------------------- | -------- | ----------------------------- | ------- | ------------- |
| 1 (4 MAJ) | SS1     | 09:34    | Vero - Pont d'Azzana 1             | 18.22 km | Colin McRae                   | 13:31.9 | Colin McRae   |
| 1 (4 MAJ) | SS2     | 10:27    | Lopigna - Sarrola 1                | 25.77 km | Bruno Thiry                   | 17:06.9 | Tommi Mäkinen |
| 1 (4 MAJ) | SS3     | 12:36    | Verghia - Pietra Rossa 1           | 26.55 km | Carlos Sainz                  | 17:29.8 | Carlos Sainz  |
| 1 (4 MAJ) | SS4     | 13:17    | Filitosa - Bicchisano 1            | 22.63 km | Piero Liatti                  | 15:12.9 | Carlos Sainz  |
| 1 (4 MAJ) | SS5     | 15:25    | Pont d'Acoravo - Zerubia 1         | 20.94 km | Colin McRae Piero Liatti      | 13:28.7 | Colin McRae   |
| 1 (4 MAJ) | SS6     | 16:00    | Aullene - Petreto 1                | 20.54 km | Piero Liatti                  | 13:46.0 |               |
| 2 (5 MAJ) | SS7     | 07:45    | Gare de Carbuccia - Gare d'Ucciani | 11.11 km | Colin McRae                   | 7:59.0  |               |
| 2 (5 MAJ) | SS8     | 08:43    | Muracciole - Noceta                | 16.48 km | Colin McRae                   | 10:30.6 |               |
| 2 (5 MAJ) | SS9     | 10:38    | Feo - Pancheraccia 1               | 26.27 km | Carlos Sainz                  | 13:13.7 |               |
| 2 (5 MAJ) | SS10    | 13:06    | Pont St. Laurent - Morosaglia      | 17.84 km | Carlos Sainz                  | 11:24.7 |               |
| 2 (5 MAJ) | SS11    | 13:29    | Motosaglia - Campile               | 31.91 km | Colin McRae                   | 20:40.4 |               |
| 2 (5 MAJ) | SS12    | 16:14    | Feo - Pancheraccia 2               | 26.27 km | Piero Liatti                  | 13:36.1 |               |
| 3 (6 MAJ) | SS13    | 07:54    | Vero - Pont d'Azzana 2             | 18.22 km | Bruno Thiry                   | 12:58.9 |               |
| 3 (6 MAJ) | SS14    | 08:37    | Lopigna - Sarrola 2                | 25.77 km | Bruno Thiry François Delecour | 17:01.1 |               |
| 3 (6 MAJ) | SS15    | 10:36    | Verghia - Pietra Rossa 2           | 26.55 km | François Delecour             | 16:49.7 |               |
| 3 (6 MAJ) | SS16    | 11:17    | Filitosa - Bicchisano 2            | 22.63 km | odcinek anulowany             | -       |               |
| 3 (6 MAJ) | SS17    | 13:20    | Pont d'Acoravo - Zerubia 2         | 20.94 km | Bruno Thiry                   | 12:33.5 |               |
| 3 (6 MAJ) | SS18    | 13:55    | Aullene - Petreto 2                | 20.54 km | Gilles Panizzi                | 12:49.5 |               |

## Klasyfikacja po 6 rundach
Tabele przedstawiają tylko pięć pierwszych miejsc.

### Kierowcy
| Lp. | Kierowca       | Pkt |
| --- | -------------- | --- |
| 1   | Colin McRae    | 24  |
| 2   | Carlos Sainz   | 22  |
| 3   | Richard Burns  | 18  |
| 4   | Juha Kankkunen | 16  |
| 5   | Didier Auriol  | 15  |

### Producenci
| Lp. | Producent           | Pkt |
| --- | ------------------- | --- |
| 1   | 555 Subaru WRT      | 35  |
| 2   | Mitsubishi Ralliart | 32  |
| 3   | Toyota Castrol Team | 32  |
| 4   | Ford Motor Co. Ltd. | 25  |